# Copa da Liga Escocesa 1995–96
A Copa da Liga Escocesa de 1995-96 foi a 50º edição do segundo mais importante torneio eliminatório do futebol da Escócia. O campeão foi o Aberdeen F.C., que conquistou seu 5º título na história da competição ao vencer a final contra o Dundee F.C., pelo placar de 2 a 0.

## Premiação
| Copa da Liga Escocesa de 1995-96  |
| Escócia                           |
| --------------------------------- |
| Aberdeen F.C. Campeão (5º título) |